# ESIEE Amiens
Die ESIEE Amiens ist eine französische Ingenieurhochschule, die 1992 gegründet wurde.
Die Schule bildet Ingenieure in vier Hauptfächern aus:
- Gebäudetechnik
- Computernetzwerke und Telekommunikation
- Elektrotechnik und nachhaltige Entwicklung
- Fertigungssysteme[2]

Die ESIEE Amiens hat ihren Sitz in Amiens. Die Hochschule ist Mitglied der Conférence des grandes écoles (CGE).